# Anime
Anime (アニメ, [ɑnimɛ] uitspraakⓘ of [ɑnime]) is de Japanse afkorting voor animēshon (アニメーション), leenwoord van het Engelse animation (animatie). Buiten Japan wordt dit woord gebruikt om Japanse tekenfilms en animatiefilms aan te duiden. Binnen Japan wordt het woord gebruikt om alle soorten animatiefilms en tekenfilms, zowel binnen- als buitenlandse, aan te duiden.

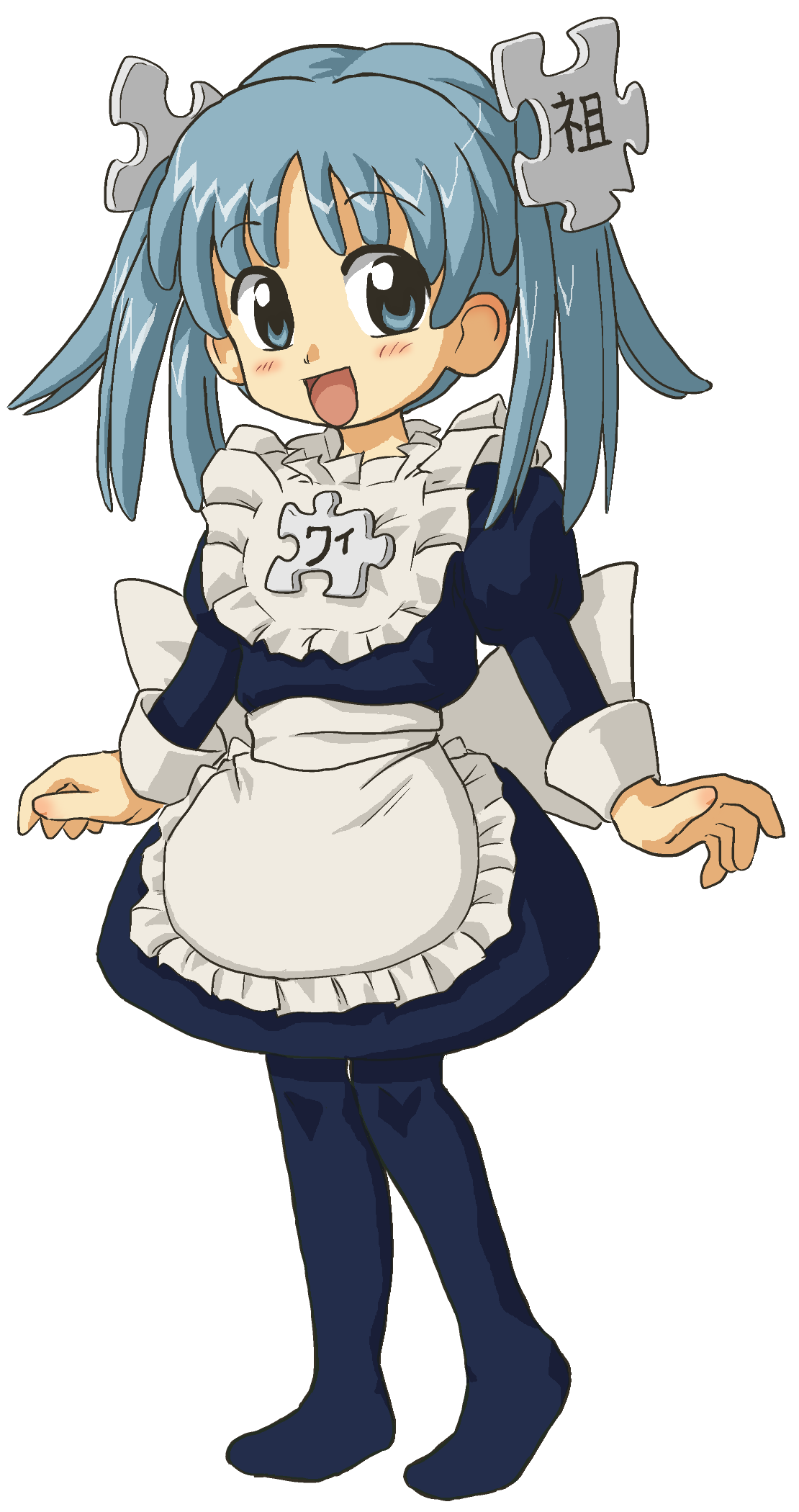
Wikipe-tan

Traditioneel werden de animaties met de hand getekend, maar tegenwoordig wordt het merendeel geproduceerd via digitale animatietechnieken. Anime wordt gebruikt in televisieseries, films, video's, computerspellen, reclame en internetuitgaven (ONA) en vertegenwoordigt de meeste, of zelfs alle, genres van fictie. De thema's binnen anime zijn vaak gericht op een ouder publiek.
Hoewel de vroegst bekende Japanse animatie uit 1917 komt en vele originele Japanse tekenfilms werden geproduceerd in de opvolgende decennia, werd de karakteristieke stijl waarom anime bekend is pas in de jaren zestig van de twintigste eeuw ontwikkeld (een goed voorbeeld hiervan is het werk van Osamu Tezuka), en kwam het pas in de jaren tachtig in opkomst buiten Japan.

## Definitie
Anime is een vorm van geanimeerde kunst die alle filmgenres omvat, maar ten onrechte toch als 'genre' kan worden aangemerkt.

### Woordgebruik
Buiten Japan wordt anime gebruikt om Japanse tekenfilms en animatiefilms aan te duiden. Binnen Japan wordt het woord gebruikt om alle soorten animatiefilms en tekenfilms, zowel binnen- als buitenlandse, aan te duiden. Het woord wordt tevens gebruikt om de stijl van animatie die ontwikkeld is in Japan en typerend is voor anime aan te duiden. Engelstalige woordenboeken definiëren anime als "een Japanse stijl van bewegende beelden animaties".
Niet-Japanse werken die gebruikmaken van de typische animestijl worden vaak animaties beïnvloed door anime genoemd. Het is niet ongebruikelijk dat een kijker die onbekend is met de oorsprong van de serie zich vergist en de animatie simpelweg anime noemt. Een aantal voorbeelden hiervan zijn Ōban Star-Racers en Avatar: The Last Airbender.
In het Westen functioneert anime als stofnaam (bijvoorbeeld: "Kijk je anime?" of "Hoeveel anime heb je verzameld?" of "De anime Hellsing verschilt sterk van de film Helsing"). Het woord kent derhalve in het Groene Boekje van de Nederlandse Taalunie geen meervoud.

## Genres
Anime worden vaak ingedeeld naar doelgroep, zoals kodomo (voor kinderen), shoujo (meisjes), shounen (jongens) en een breed scala aan genres gericht op een volwassen publiek. Shoujo en shounen anime bevatten soms elementen die populair zijn bij kinderen van beide geslachten in een poging om een breder publiek aan te spreken. Volwassen anime kan een langzamer tempo of complexer plot bevatten dat meestal oninteressant is voor een jonger publiek, en volwassen thema's en situaties bevatten. Een subset van de volwassen anime vertoont pornografische elementen die in Japan als "R18" worden gekenmerkt, internationaal worden deze aangemerkt als hentai (Japans voor "pervers"). Daarentegen, een verscheiden aantal anime sub-genres die voorkomen in alle demografische groepen, met de uitzondering van Kodomo, bevatten ecchi, seksuele thema's of ondertonen zonder dat er geslachtsgemeenschap wordt afgebeeld. Een voorbeeld hiervan zijn de comedy en harem genres; door de populariteit bij adolescente en volwassen animefans, wordt het toevoegen van ecchi in zulke genres gezien als een vorm van fanservice.
De indeling van genres bij anime is anders dan bij andere vormen van animatie en leent zich niet voor simpele identificatie door middel van een enkel genre. Gilles Poitras vergeleek het kenmerken van Mobile Suit Gundam 0080: War in the Pocket, en de complexe uitbeelding van oorlog die daarin voorkomt, als een "giant robot" anime met het kenmerken van Oorlog en vrede als een "oorlogsroman". Sciencefiction is een veel voorkomend genre binnen anime en komt voor in een aantal belangrijke historische werken zoals Astroboy van Tezuka en Tetsujin 28-go van Yokoyama. Een belangrijk sub-genre van sciencefiction is mecha, waarbij de Gundam metaserie iconisch is. Het diverse fantasy genre omvat werken op basis van Aziatische en westerse tradities en folklore; bijvoorbeeld het Japanse feodale sprookje InuYasha, en de uitbeelding van Scandinavische godinnen die naar Japan verhuizen om een computer met de naam Yggdrasil te onderhouden in Ah! My Goddess!. Het overlappen van genres in anime komt ook veel voor, zoals een combinatie van fantasy en comedy in Dragon Half en het voorkomen van slapstick in het misdaadgenre in The Castle of Cagliostro. Andere genres die in andere werken gevonden kunnen worden komen ook voor in anime.
Er zijn genres ontstaan die homoseksuele romantische relaties verkennen. Hoewel ze oorspronkelijk een pornografische betekenis hadden, zijn yaoi (mannelijke homoseksualiteit) en yuri (vrouwelijke homoseksualiteit) algemene termen die internationaal gebruikt worden om alle werken die een focus hebben op het thema of de ontwikkeling van homoseksuele romantische relaties. Voorafgaand aan 2000, werden homoseksuele personages meestal gebruikt voor komisch effect, hoewel sommige werken deze personages serieus of sympathiek afbeelden.

## Formaat
De eerste vorm van anime waren de commerciële producties in 1917 die vertoond werden als bioscoopvoorstellingen. In het begin waren de animaties erg ruw en was er een live orkest vereist voor de muziek en de stemmen. Op 14 juli 1958 zond Nippon Television het korte filmpje Mole's Adventure uit, die daardoor de eerste anime in kleur is en de eerste anime op televisie. Pas in de jaren 60 werden de eerste televisie-series uitgezonden. Sindsdien is het een populair medium. Werken die direct op video worden uitgegeven worden "Original Video Animation" (OVA) of "Original Animation Video" (OAV) genoemd. OVA worden over het algemeen niet eerst uitgezonden of vertoond in de bioscoop voorafgaand aan een uitgave voor thuis. De opkomst van het internet heeft ertoe geleid dat sommige animatoren hun werk online verspreiden in een formaat met de naam "original net animation" (ONA).
De uitgave voor thuisgebruik van anime werd populair in de jaren 80 toen de VHS en Laser Disc-formaten op de markt kwamen. Het VHS NTSC-formaat dat zowel in de Verenigde Staten als in Japan wordt gebruikt wordt gezien als een belangrijke invloed op de stijgende populariteit van anime in de jaren 90. De Laser Disc en VHS-formaten werden opgevolgd door het dvd-formaat die een aantal unieke voordelen had zoals meerdere ondertitelingen en talen op dezelfde disc. Het dvd-formaat heeft echter ook een aantal nadelen door het gebruik van regiocodering die door de industrie wordt gebruikt om problemen op te lossen met piraterij, licenties en export. Het video-cd-formaat (VCD) is populair geworden in Hongkong en Taiwan, maar wordt maar weinig gebruikt in westerse landen en wordt over het algemeen geassocieerd met namaakkopieën.

## Ontwikkeling
De geschiedenis van anime start in het begin van de 20e eeuw, toen Japanse filmmakers experimenteerden met animatietechnieken die in het westen werden uitgeprobeerd. De eerste anime dateert uit 1907, duurt drie seconden en laat een jongetje zien dat de kanji "活動写真" opschrijft (katsudō shashin, "bewegende plaatjes") en de kijker begroet. Het succes van Walt Disney in de jaren dertig inspireerde Japanse filmmakers als Osamu Tezuka, hoewel de Japanse animaties uit die tijd nog niet meer waren dan bleke Disney-imitaties.
In de jaren vijftig werd manga populair in Japan, onder andere omdat in 1947 de censuur was afgeschaft. Dit leidde tot veel creativiteit en diverse stilistische innovaties. Manga is in Japan vanaf deze periode een algemeen medium voor alle leeftijden en is net zo normaal als de krant of een boek.
Hoewel Japan al anime begon te exporteren vanaf de jaren zestig, was het toen nog geen grote economische factor. Tijdens de jaren zeventig ontwikkelde de stroming zich echter verder en onderscheidde anime zich steeds meer van zijn westerse wortels. In die periode werden unieke genres als mecha geboren, werden klassieke series gemaakt als Lupin III en Mazinger Z en verwierven enkele grote filmmakers faam, zoals:
- Yoshiaki Kawajiri, later bekend van o.a. Ninja Scroll (1993);
- Katsuhiro Otomo, later bekend van o.a. Akira (1988);
- Mamoru Oshii, later bekend van o.a. Angel's Egg (1985) en Ghost in the Shell (1995);
- Hayao Miyazaki, later bekend van o.a. My Neighbor Totoro (1988), Prinses Mononoke (1997) en Spirited Away (2002); en
- Isao Takahata, later bekend van o.a. Grave of the Fireflies (1988), Only Yesterday (1991) en The Tale of the Princess Kaguya (2014).

In tegenstelling tot Amerika, waar grote budgetten worden uitgetrokken voor live-action films, werd die filmindustrie in Japan klein gehouden door een gebrek aan mogelijkheden in budgets, locaties en casting. Het gebruik van allerlei animatie maakte het echter mogelijk om decors in beeld te brengen die er niet Japans uitzagen.
In de jaren tachtig werd anime geaccepteerd in de mainstream in Japan, en beleefde het land een ware explosie in anime-producties. De Gundam-franchise begon bijvoorbeeld in dit stadium. Ook Studio Ghibli werd opgericht in de jaren tachtig. In 1988 behaalde de film Akira van regisseur Katsuhiro Otomo en de studio Tokyo Movie Shinsha (tegenwoordig TMS Entertainment) een record aan productie. In datzelfde jaar werd door Studio Ghibli de film My Neighbor Totoro geproduceerd, die hielp om Japanse animatiefilms en regisseur Hayao Miyazaki wereldwijd bekend te maken.
In de jaren negentig had de cyberpunk-film Ghost in the Shell van de regisseur Mamoru Oshii uit 1995 ook buiten Japan succes. Deze anime-film was een van de eerste animatiefilms waarin de traditionele animatie succesvol werd gecombineerd met CGI. De film bereikte in 1996 de eerste plaats van de Billboard videohitlijst in de Verenigde Staten. Ghost in the Shell was van grote invloed op films als The Matrix. In 2017 werd een liveaction versie van deze anime uitgebracht.
In 2002 won de film Spirited Away van Hayao Miyazaki van de Gouden Beer op het internationaal filmfestival van Berlijn en vervolgens in 2003 een Academy Award voor Beste Animatiefilm. In 2017 werd de film Your Name van Makoto Shinkai qua opbrengst de meest succesvolle anime-film tot op heden, binnen en buiten Japan. De film haalde in dat opzicht Spirited Away in. Your Name is een goed voorbeeld van hoe de tekenkwaliteit van anime-series en -films in deze eeuw sterk verbeterd is. Anime-films zoals Your Name, The Girl Who Leapt Through Time (2006, Yasutaka Tsutsui) en 5 Centimeters per Second (2007, ook van Makoto Shinkai) zijn bijna foto-realistisch ingekleurd.
Hoewel anime in Japan door alle leeftijden wordt bekeken - sommige films, zoals de vier films van de vroeg overleden regisseur Satoshi Kon, zijn zelfs meer op een volwassen publiek gericht dan op kinderen - werd het genre buiten Japan vaak beschouwd als iets voor kinderen. De term 'otaku', voor geobsedeerde anime-fans, is nog altijd niet echt een geuzennaam (al probeerden series vol zelfspot als Genshiken dat wel te bereiken). De populariteit van anime en manga neemt de laatste jaren in Europa en Amerika echter snel toe onder volwassenen.

### Ontwikkeling van anime in Nederland

#### Anime in Nederland voor 1990
Voordat anime in Nederland bekend was (jaren 1980), waren er al in Japan geproduceerde tekenfilms op de Nederlandse televisie te zien:
- Alfred Jodocus Kwak (VARA, bedacht door Herman van Veen, geproduceerd in Japan)
- Alleen op de wereld (EO)
- Alice in Wonderland
- Akira, film
- Annemarie (AVRO)
- Barbapapa (VARA, Kindernet)
- Belfy en Lillibit (KRO) / The Littl' Bits (2e nasynchronisatie) (Fox Kids, Telekids)
- Boes (VARA, Kindernet, YORIN)
- Bob in a Bottle
- Calimero (VARA, Nickelodeon)
- Candy Candy (KRO)
- Ceddie (EO)[13], adaptatie van Little Lord Fauntleroy
- De avonturen van Tom Sawyer (EO, Kindernet)
- Demetan, de kikkerjongen
- Dommel (BRT, VARA)
- Familie Robinson (EO)
- Heidi (AVRO)
- The Jungle Book
- Honingbij Hutch (Fox Kids)
- Jody en het hertejong (EO)
- Macron-1 (Fox Kids 1997 2001)
- Maja de Bij (KRO)
- Maple Town (Kindernet)
- Natalie (EO)
- Nils Holgersson (VARA)
- Onder moeders vleugels
- Peter Pan: The Animated Series (RTL 4)
- Pinokkio (VARA)
- Robotech (niet te verwarren met Macross)
- Strijd der planeten (AVRO)
- Schateiland (AVRO)
- Sindbad (KRO, Kindernet)
- Tao Tao (KRO)
- Transformers (Veronica, Sky Channel, RTL4)
- Ulysses 31 (voorjaar 2001, Fox Kids)
- Voltron: Defender of the Universe
- Vrouwtje Theelepel (NCRV)
- Wickie de Viking (KRO)
- De Tovenaar van Oz (VARA, Kindernet, Nickelodeon)
- Kimba de witte leeuw

Veel van deze series waren voor het eerst in Nederland te zien op buitenlandse commerciële zenders. Door de Kabelregeling werden in 1984 voor het eerst commerciële satellietzenders op de Nederlandse kabel toegelaten. Deze regeling had echter de bepaling dat de programma’s geen Nederlandse ondertiteling mochten bevatten. Het gevolg was dat de series voornamelijk in het Engels te zien waren.
In deze periode was de Japanse aard van de animatie dan ook nauwelijks bekend. Bovendien waren de series meestal gebaseerd op westerse verhalen die nauwelijks Japanse kenmerken vertoonden. De enige serie in Nederland die echt Japanse kenmerken vertoonde, was de in de jaren tachtig vertoonde sentai-serie Strijd der planeten (Engelse titel: Battle of the Planets, een Amerikaanse versie van Gatchaman).
Een andere serie die in deze tijd werd vertoond en veel invloed had op de eerste generatie animefans was de sciencefictionserie Robotech. Deze serie werd door het Engelse commerciële kanaal Super Channel vertoond en was in delen van Nederland te ontvangen.
Het bijzondere van deze serie is dat dit de eerste mecha-serie is waarin vliegtuigen kunnen transformeren tot gevechtsrobotten, de zogenaamde Valkyries.

#### Anime in Nederland in de jaren negentig
In de jaren negentig werd het in Nederland stiller rond anime. Anime stond, onder de term mangafilms, in Nederland bekend als films en series die alleen seks en geweld bevatten. Hierdoor kreeg anime in de Nederlandse media negatieve publiciteit. De Nederlandse fans richtten zich vooral op de Amerikaanse markt: import van NTSC-videobanden en later dvd's.

#### Anime in Nederland vanaf 1998
De Nederlandse fans probeerde het negatieve imago van anime te veranderen, onder andere door de oprichting van de Stichting Promotie Japanse Popcultuur (Stichting J-Pop) en door het opzetten van een animeconventie. De stichting AniWay en het blad AniWay worden opgericht. Het ging na 2000 ineens een stuk beter met het animecultuur in Nederland.
Het imago van anime verbeterde dankzij de film Spirited Away, die internationaal veel prijzen won.
Nieuwe uitgevers kwamen op en buitenlandse uitgevers traden toe tot de Nederlandstalige markt: MANGA dvd, Dynamic Visions (later Dybex), Nekotachi Entertainment, Kaze (een Franse uitgever).
Sinds de populariteit van Pokémon kwamen er steeds meer anime-kinderseries op tv. In tegenstelling tot de video-versies, zijn deze (met uitzondering van Dragon Ball Z) allemaal nagesynchroniseerd door een nieuwe generatie stemacteurs.
Ook begonnen er steeds meer activiteiten die in enige vorm met anime te maken hadden in Nederland bij te komen. In 2009 bestaan er al 4 grote conventies welke ieder meer dan 1000 bezoekers trekken: Animecon van Stichting Promotie Japanse Popcultuur in Almelo, Abunai opgericht voor studenten van de Universiteit Twente in Enschede, Chibicon in Utrecht en Tsunacon in de omgeving van Rotterdam. Vanwege interne omstandigheden binnen de organisatie was chibicon 2010 de laatste editie van deze conventie; sinds 2009 zijn er in Nederland echter wel 3 nieuwe jaarlijkse conventies bijgekomen: MGC experience in Utrecht, Nishicon in Haarlem, en Yaoi- en Yuri con (ook wel bekend als YaYCon) in Amersfoort. Totaal zijn er 12 verenigingen in Nederland, die wekelijks diverse activiteiten organiseren. Deze organisaties werken samen onder de noemer Anigenda.
Animeseries op de Nederlandse tv, momenteel of in het verleden:
- Alien Nine (Canal+)
- Outlaw Star
- Battle B-Daman (3 oktober 2005 - 23 december 2007, Jetix) (Nicktoons)
- B-Daman Crossfire (Disney XD, Nicktoons)
- Beyblade (januari 2003, Toonami) (1 februari 2003 - 29 april 2005, Fox Kids/Jetix)
- Beyblade: V-Force (Fox Kids/Jetix)
- Beyblade: Metal Saga (Disney XD)
- Beyblade: Burst (RTL BOZ (RTL 7))[14]
- Beywheelz (Disney XD)
- Bakugan Battle Brawlers (TMF Toons) (Cartoon Network)
- Bobobo-bo Bo-bobo (Jetix)
- Bende van Vijf (27 december 2004 - 31 december 2005, Fox Kids/Jetix)
- Cardcaptor Sakura (september 2002, Toonami)
- Cowboy Bebop (TMF)
- Cyborg 009 (februari 2003, Toonami)
- Digimon: Digital Monsters (23 december 2000 - 3 december 2003, Fox Kids)
- Dinosaur King (Disney XD)
- Dinozaurs (Fox Kids)
- Dragon Ball Z (augustus 2000-2003, Cartoon Network, Yorin/Yorkiddin'/Toonami)
- Dragon Ball GT (2003-2005, Yorin/Yorkiddin'/Toonami)
- Dragon Ball Z: Dead Zone, film (Fox Kids)
- Eagle Rider (1999, Fox Kids)
- Flint the Time Detective (november 2000 - 2004, Fox Kids)
- Gundam Wing (September 1999 Februari 2000 Cartoon Network) (Januari 2003 Oktober 2004 Toonami)
- Gundam Wing: Endless Waltz, film (Toonami)
- Guyver (SBS6) (2001, Veronica)
- Final Fantasy: The Spirits Within, film
- Hamtaro (1 februari 2003 - 23 december 2005, Fox Kids/Jetix)
- Hello Kitty (25 augustus 2001 - 12 februari 2005, Fox Kids/Jetix)
- Howl's Moving Castle, film
- Inazuma Eleven (Disney XD)
- Lars de kleine ijsbeer
- Maple Town Monogatari, film (Nickelodeon)
- Medabots (4 mei 2002 - 27 mei 2004, Fox Kids/Jetix)
- Medabots Spirits (Fox Kids)
- MegaMan NT Warrior (15 januari - 30 juli 2005, Fox Kids/Jetix)
- Mon Colle Knights (december 2002, Fox Kids)
- Monsuno (Nickelodeon)
- Montana Jones (3 november 1998 - 19 juni 1999, AVRO) (9 juli 2000 - 28 april 2002, Kindernet) (4 januari 2004 - 30 juni 2005, Nickelodeon)
- De Moomins (2 augustus 1999 - 15 december 2000, KRO) (FilmNet)
- The Mysterious Cities of Gold
- Oban Star-Racers (Jetix)
- Pecola (Fox Kids)
- Peter Pan and the Pirates (22 december 2000 - 24 januari 2004, Fox Kids)
- Pokémon, ook alle films (vanaf 27 oktober 1999, Fox Kids/Jetix/Disney XD)
- Ponyo on the Cliff by the Sea, film (NPO 3)
- Interstella5555 - The 5tory of The 5ecret 5tar 5ystem, film (NPO 3)
- Saban's Adventures of the Little Mermaid
- Sailor Moon (september 2002, Yorkiddin)
- Serial Experiments Lain (Canal+)
- Shaman King (Fox Kids/Jetix/Disney XD)
- Shin Chan (1 februari 2003 - 25 augustus 2007, Fox Kids/Jetix)
- Shinzo (25 augustus 2001 - 7 oktober 2003, Fox Kids/Jetix)
- Sonic X (3 juni 2004 - 23 december 2005, Fox Kids/Jetix)
- Super Big (5 oktober 2002 - 27 september 2004, Fox Kids/Jetix)
- Spirited Away, film (NPO 3)
- Stitch! (Disney XD) (Disney Channel)
- Transformers: Armada (Toonami)
- Transformers: Cybertron (Jetix)
- Transformers: Energon (Jetix)
- Yo-kai Watch (Nickelodeon)
- Yu-Gi-Oh! Duel Monsters, ook de eerste film (Toonami) (november 2002, Fox Kids)
- Yu-Gi-Oh! GX (Nicktoons)
- Samurai Pizza Cats (1992 - 1999 RTL 4) 1997 - 2001 (Fox Kids)
- The SoulTaker (Canal+)
- The Secret World of Arrietty, film (NPO 3)
- Tenkai Knights (Disney XD)
- Teknoman (1993 - 1994, RTL 4 TeleKids) (1999 - 2001 Fox Kids)
- Tokyo Mew Mew (2007 - 2008, Nicktoons)
- DevilMan Crybaby (2018 - Heden Netflix)
- Mobile Suit Gundam Unicorn (2017 Heden Netflix)
- Attack on Titan (2017 Heden Netflix)
- Code Geass (2017 Heden Netflix)

### Anime in Vlaanderen (België)
Animeseries op de Vlaamse tv, momenteel of in het verleden:
- Astroboy (2008-2009, VTM)
- Bakugan Battle Brawlers (Cartoon Network, VT4, Nicktoons)
- Battle B-Daman (VT4)
- B-Daman Crossfire (VIER) (Disney XD)
- Bende van Vijf (Disney Channel)
- Beyblade (VT4)
- Beyblade: Metal Saga (Disney XD)
- Beyblade: Burst (Kadet)[15]
- Beywheelz (VIER)
- Bleach (JIMtv)
- Death Note (JIMtv)
- Digimon: Digital Monsters (Kanaal Twee)
- Dragonball Z (Kanaal Twee)
- Duel Masters (VTM)
- Gundam Wing (Kanaal Twee)
- Hamtaro (VTM)
- Inazumi Eleven (Kadet, Disney XD)
- Medabots (VT4)
- MegaMan NT Warrior (VTM)
- Monsuno (Nickelodeon)
- Naruto (2BE)
- Ninja Robots (Kanaal Twee)
- Pecola (VT4)
- Pokémon (t/m 17 september 2012, VT4) (18 september 2012, VIER) (29 juni 2015, vtmKzoom) (18 december 2015, Kadet) (Disney XD)
- Ronja de roversdochter (Ketnet)
- One Piece (2BE, Kadet)
- Sailor Moon (VT4)
- Samurai X (VT4)
- Scan2Go (2BE)
- Shaman King (VT4, Disney XD)
- Shin Chan (Kanaal Twee)
- Stitch! (Ketnet, Disney Channel, Disney XD)
- Teknoman (VT4)
- Tenkai Knights (VT4, Disney XD)
- Tokyo Mew Mew (Nicktoons)
- Transformers: Armada (VTM)
- Transformers: Cybertron (VTM)
- Transformers: Energon (VTM)
- Yo-kai Watch (Nickelodeon)
- Yu-Gi-Oh! Duel Monsters (VT4)
- Yu-Gi-Oh! GX (VT4)

## Organisaties in Nederland

### Anigenda Groep
Stichtingen
- Stichting Abunai (Abunai conventie)
- Stichting MangaKissa
- Stichting Promotie Japanse Popcultuur (Animecon conventie)
- Stichting Nishi (Nishicon conventie)
- Stichting YayCon

Verenigingen
- B.A.G.G.E.R.
- JCES Kinjin

Anders
- Aniway

### Overigen
- Stichting Tomo